# Javier Martí
Javier Martí (n, 11 de enero de 1992 en Madrid, España) es un exjugador profesional de tenis español. En su carrera conquistó torneos a nivel ATP y su mejor posición en el ranking fue n.º 182 en octubre de 2011. Su primer partido ATP fue en el torneo de Valencia de 2010 donde perdió contra Nikolái Davydenko por un doble 6-2. En el Roland Garros de 2011 superó la fase previa, en la primera ronda perdió por 6-3, 6-7(5), 4-6, 6-1, 6-3 contra Albert Ramos. Su primera victoria ATP la logró en el torneo de Torneo de 's-Hertogenbosch donde ganó en primera ronda a Daniel Gimeno Traver por 6-3, 7-6(4), en segunda ronda perdió contra Teimuraz Gabashvili por 6-7(6), 3-6.
En septiembre de 2020 dejó de ser tenista profesional para ponerse en la posición de entrenador de la tenista Paula Badosa, en ese momento top-40 del mundo del ranking WTA. Dejó de ser su entrenador en agosto de 2021. 